# Acidocerini
Acidocerini es una tribu de coleópteros acuáticos en la subfamilia Hydrophilinae. La tribu contiene 528 especies en 17 géneros.

## Géneros
- Acidocerus
- Agraphydrus
- Chasmogenus
- Cymbiodyta
- Dieroxenus
- Enochrella
- Enochrus
- Globulosis
- Helochares
- Helobata
- Helocombus
- Helopeltarium
- Megagraphydrus
- Peltochares
- Quadriops
- Tobochares
- Troglochares